# Tabanus montiasiaticus
Tabanus montiasiaticus är en tvåvingeart som beskrevs av Olsufjev 1977. Tabanus montiasiaticus ingår i släktet Tabanus och familjen bromsar. Inga underarter finns listade i Catalogue of Life.